# Opine
Opine je gradska četvrt grada Mostara, Federacija BiH, BiH.

## Povijest
Za vrijeme socijalističke BiH ovo je naselje pripojeno naselju Mostar.